# Bataille de Fort Sumter
Vous lisez un « article de qualité » labellisé en 2006.
Guerre de Sécession
Batailles
- Fort Sumter
- USS St. Lawrence
- Head of Passes
- Santa Rosa Island
- Port Royal

- Fort Pulaski
- 1er Pocotaligo
- Secessionville
- Simmon's Bluff
- Tampa
- St. Johns Bluff
- 2e Pocotaligo

- 1er Fort McAllister
- Wassaw Sound
- USS New Ironsides
- Fort Brooke

- Gainesville
- Olustee
- USS Housatonic
- Bataille de Mobile Bay
- Vernon

Natural Bridge
La bataille de Fort Sumter est une action de bombardement des 12 et 13 avril 1861 par l'armée des États confédérés qui visait à déloger la garnison fédérale occupant le fort Sumter à l'entrée de la baie de Charleston en Caroline du Sud. Cette bataille, qui n'a pas fait de morts, déclenche la guerre de Sécession (1861-1865) aux États-Unis, conflit le plus meurtrier de l'histoire du pays.
Plus qu'une bataille militaire dont l'issue ne faisait aucun doute, les tractations politiques représentent le principal enjeu de la reddition du fort et de ses conditions. Pour chaque camp, il s'agit de galvaniser ses troupes et de rallier à sa cause les États encore indécis, le meilleur moyen étant de faire de l'adversaire un agresseur, en cas de guerre. Ce conflit oppose d'abord le gouverneur de Caroline du Sud, Francis W. Pickens, au président sortant, le démocrate James Buchanan ; puis à partir de mars, le président de l'Union Abraham Lincoln au président sécessionniste Jefferson Davis. L'attaque du fort par les rebelles après plusieurs mois de négociation provoque la mobilisation d'une armée par Abraham Lincoln et précipite le pays dans la guerre civile.

## Avant la bataille
Depuis l'indépendance des États-Unis, la question de l'esclavage envenime les relations entre les États du Nord et du Sud. L'apparition du parti républicain, ouvertement anti-esclavagiste, aggrave la lutte idéologique entre les deux camps. L'élection d'Abraham Lincoln à la fin de l'année 1860, uniquement grâce aux voix républicaines du Nord, achève de rompre l'équilibre politique qui garantissait au Sud la pérennité de son système social et politique. Sentant le système esclavagiste menacé par la future présidence d'un républicain, certains États du Sud décident de déclarer leur indépendance. La plupart des infrastructures publiques et militaires tombent logiquement sous le contrôle des États sécessionnistes, mais quelques officiers fédéraux décident de tenir leurs positions : parmi elles une place forte de Charleston.

### Le fort et sa garnison à la fin de l'année 1860

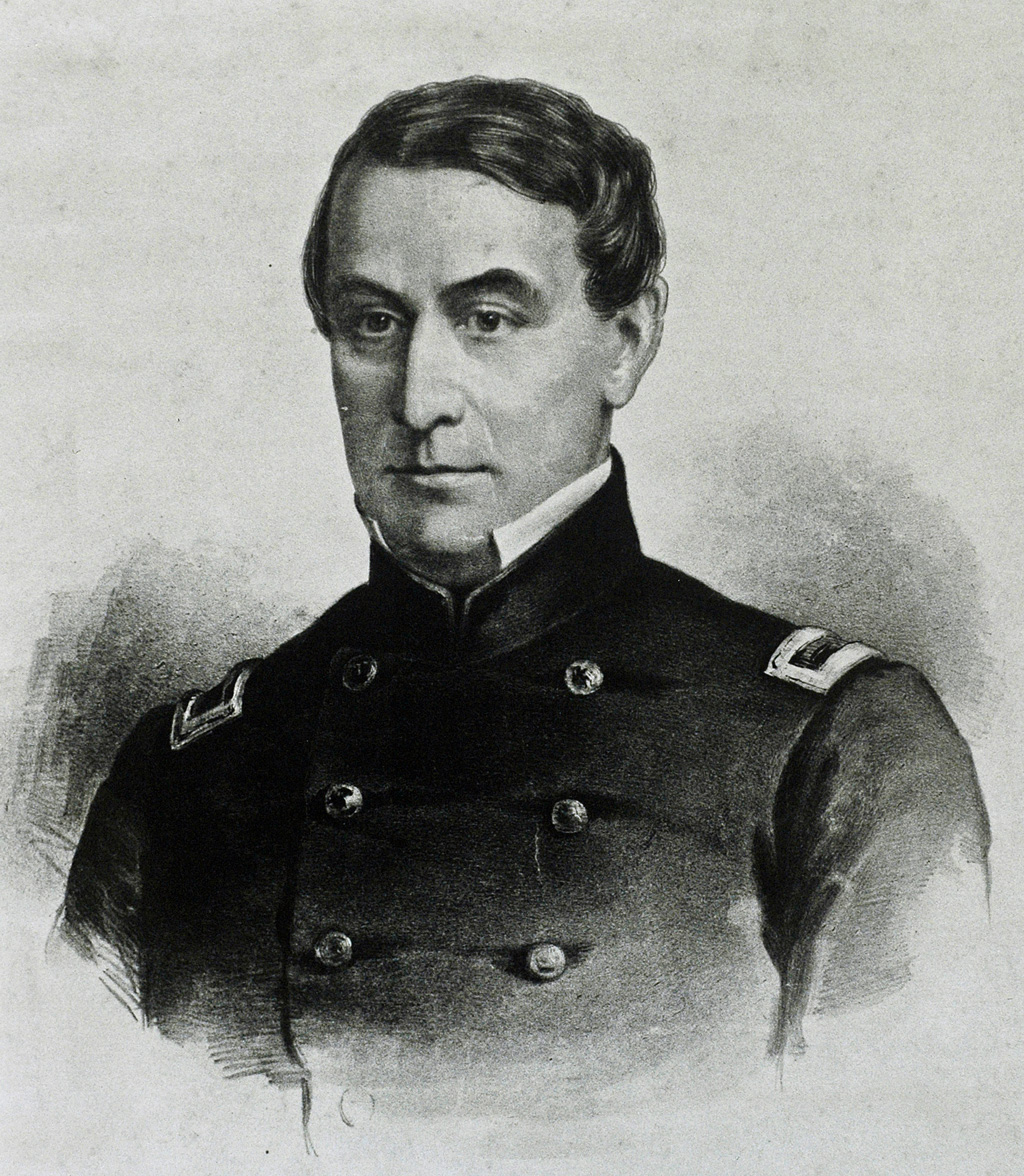
Le major Robert Anderson.

Le fort Sumter est un fort américain, situé sur un îlot de granit artificiel à l'entrée de la baie de Charleston. Au début décembre 1860, le fort n'est occupé que par quelques ouvriers qui en achèvent les aménagements intérieurs.  La garnison, 87 hommes,, occupe une autre fortification de la ville, le fort Moultrie.
Après avoir déclaré son indépendance le 20 décembre 1860, la Caroline du Sud envoie une ambassade au gouvernement fédéral pour négocier la remise des forts de Charleston contrôlés par l'armée régulière. Cette demande est soutenue par plusieurs centaines de miliciens qui promettent de s'emparer par la violence des forts fédéraux si le gouvernement refuse leurs propositions. À ce moment, Abraham Lincoln a été élu à la présidence des États-Unis, mais le président en poste reste le démocrate James Buchanan jusqu'au 4 mars 1861.

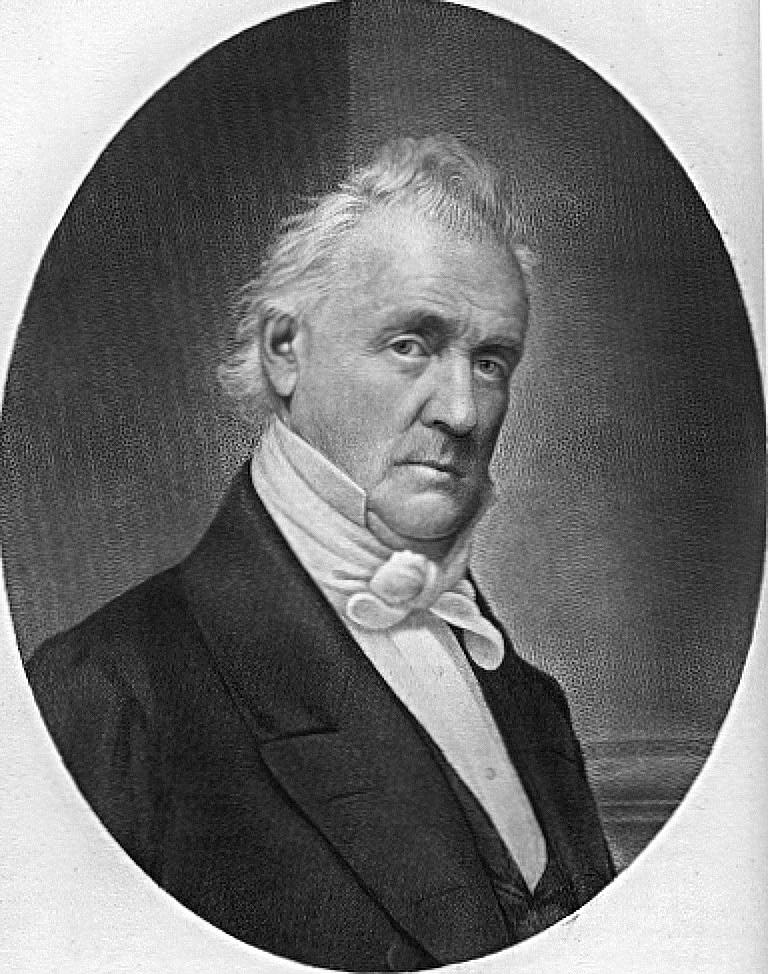
Le président James Buchanan.

La petite garnison stationnée dans le fort Moultrie n'est pas commandée par un militaire venant du Nord, mais par un habitant du Kentucky, jadis propriétaire d'esclaves et sympathisant de la cause du Sud. Le commandant Robert Anderson,, est pourtant fidèle à son drapeau ; il espère que l'Amérique évitera de se jeter dans une guerre qui ne manquerait pas de diviser son pays, son État et même sa famille. Il a de plus conscience que si la guerre avait lieu, elle commencerait probablement dans une des rares positions militaires sous contrôle fédéral mais situées dans le Sud.
Afin de protéger le fort contre les éventuelles attaques de la confédération, Robert Anderson envoie à Washington une demande de renfort. Le président Buchanan, qui souhaite empêcher que soit versée la moindre goutte de sang avant que ne s'achève son mandat, refuse d'envoyer des renforts, sans pour autant faire évacuer la garnison. En échange de quoi, la Caroline du Sud accepte de ne pas attaquer la position avant la fin des négociations visant à transférer l'autorité des forts dans les États du Sud,.

### Les tensions militaires et politiques

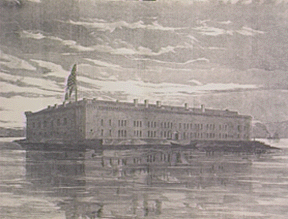
Le fort Sumter avant la bataille.

Dans la nuit du 26 décembre 1860, le major Anderson décide de sa propre initiative de transférer ses hommes, discrètement, du fort Moultrie au fort Sumter, plus aisément défendable en cas d'attaque des habitants sécessionnistes. Les réactions à cette manœuvre ne sont pas celles auxquelles il s'attendait.
Les Nordistes l'acclament comme un héros qui venait de jouer un tour aux Sudistes. Le sénateur du Massachusetts, Leverett Saltonstall, déclare par exemple à Boston : « Tant que vous tiendrez le fort Sumter, je ne désespérai point de notre noble, de notre glorieuse Union. »
La réaction sudiste est d'un tout autre genre. Les Sudistes considèrent en effet la manœuvre d'Anderson comme un abus de confiance. Certains journaux en font une déclaration de guerre. Le président Buchanan hésite à ordonner à Anderson de rejoindre son ancienne position, mais sur le plan politique une telle décision risque de mettre à mal la réputation du parti démocrate dans le Nord, alors qu'elle est déjà fragilisée par la récente première victoire à la présidentielle du parti républicain représenté par Abraham Lincoln. Finalement, Buchanan choisit la fermeté et va même jusqu'à accepter le plan Anaconda du général Winfield Scott de renforcer le fort Sumter,,,.
À bord d'un navire marchand, sont envoyés 200 hommes en renfort. Anderson n'est pas averti de ses renforts, mais les fuites parviennent pourtant à avertir les journaux, puis tout le reste de la population. Alors que le Star of the West (en) arrive finalement dans le port de Charleston le 9 janvier 1861, l'artillerie sudiste ouvre le feu à partir de Morris Island et du fort Moultrie. Le navire fait alors demi-tour,,,,,.
La tension politique s'accroît et les deux camps s'accusent mutuellement d'agression. Toutefois les autres États sécessionnistes enjoignent à la Caroline du Sud de ne pas déclencher une guerre avant que ne s'organise et ne se prépare militairement la Confédération.

### Arrivée au pouvoir de Lincoln

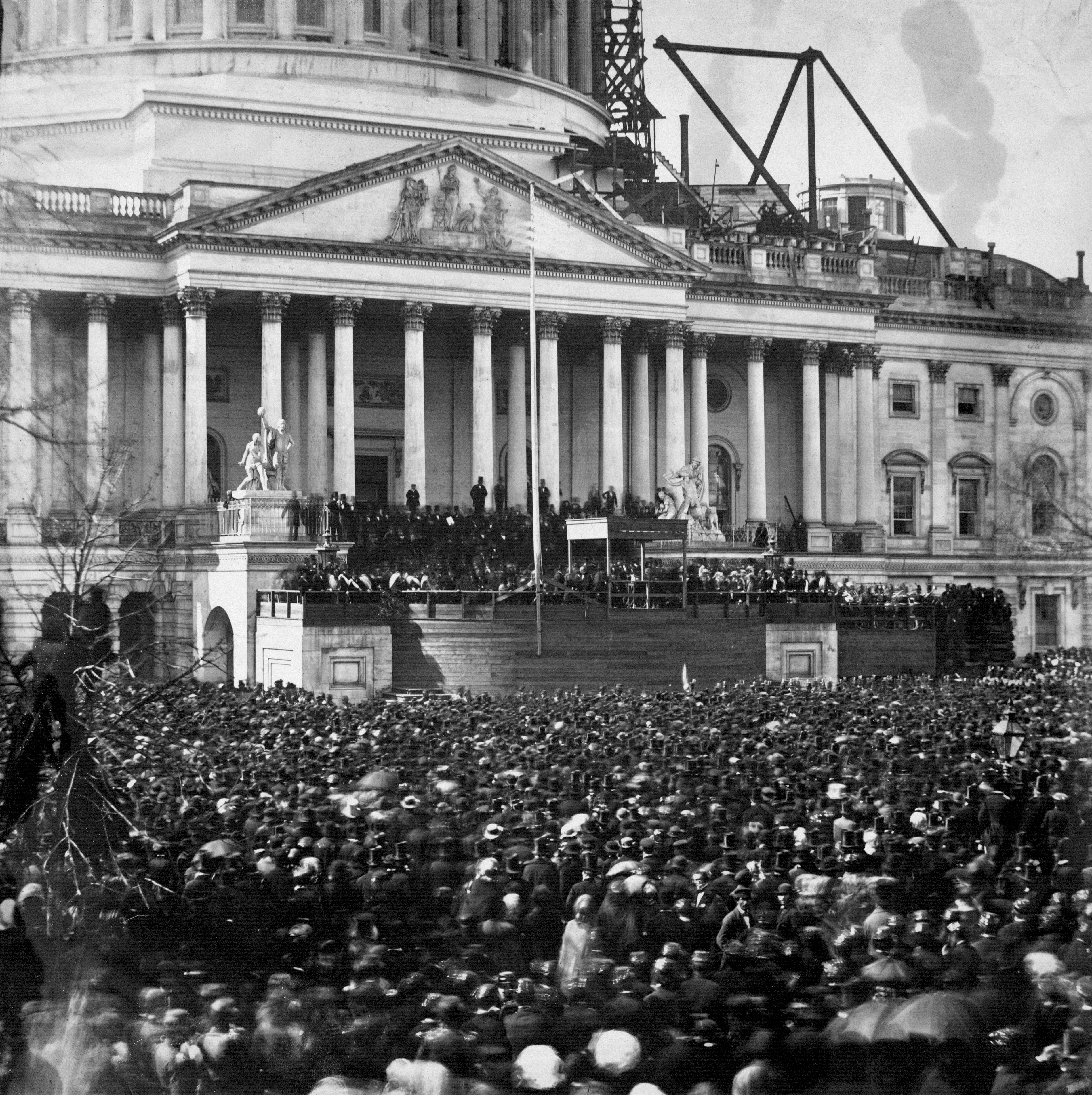
Investiture d'Abraham Lincoln, le 4 mars 1861.

Le 4 mars 1861, James Buchanan remet ses pouvoirs à Abraham Lincoln. À ce moment la situation des Nordistes à Charleston s'est dégradée. Le président des États confédérés d'Amérique, Jefferson Davis, a relancé les négociations visant à assurer le transfert des forts, mais il a aussi envoyé à Charleston le général Pierre Gustave Toutant de Beauregard, pour prendre le commandement de milliers de miliciens. Le lendemain de sa prise de fonction, Lincoln apprend que le fort commence à manquer de ressources et de vivres.

Abraham Lincoln.

Lincoln a alors plusieurs possibilités. Il peut décider de faire intervenir la flotte fédérale pour qu'elle rallie par la force le fort Sumter en prenant d'assaut la baie de Charleston. Une telle décision ferait du Nord l'agresseur, ce qui ne manquerait pas de le diviser tout en stimulant le Sud. Il peut aussi choisir de céder le fort en espérant faire durer la paix et conserver le soutien de quelques États limitrophes du Sud dont la position dans le conflit est encore hésitante, le risque étant de fragiliser une autorité encore à démontrer. Lincoln, vainqueur de l'élection présidentielle avec une minorité des suffrages, a en effet obtenu la nomination du parti républicain uniquement parce que les grands ténors qui le dirigeaient s'étaient fait trop d'ennemis pour le rassembler derrière eux. Parmi eux, William Henry Seward, secrétaire d'État de la nouvelle administration, espère diriger officieusement le pays. Il prend d'ailleurs des contacts avec les Confédérés pour leur annoncer que le fort Sumter sera évacué, ce que Lincoln n'a absolument pas décidé,.
Parmi les membres du cabinet de Lincoln, un seul ministre, Montgomery Blair, s'oppose à la reddition du fort Sumter. Pour ce dernier, renoncer au fort, c'est renoncer à l'Union. Lors de la prise de décision à ce sujet, un mémorandum du général Winfield Scott, un Virginien, recommande la capitulation sans conditions du fort pour des motifs politiques, ce qui rend suspect son avis militaire portant sur l'incapacité de secourir le major Anderson. Sur le plan militaire, il estime en effet que l'intervention nécessite une flotte importante et au moins 25 000 hommes,,.

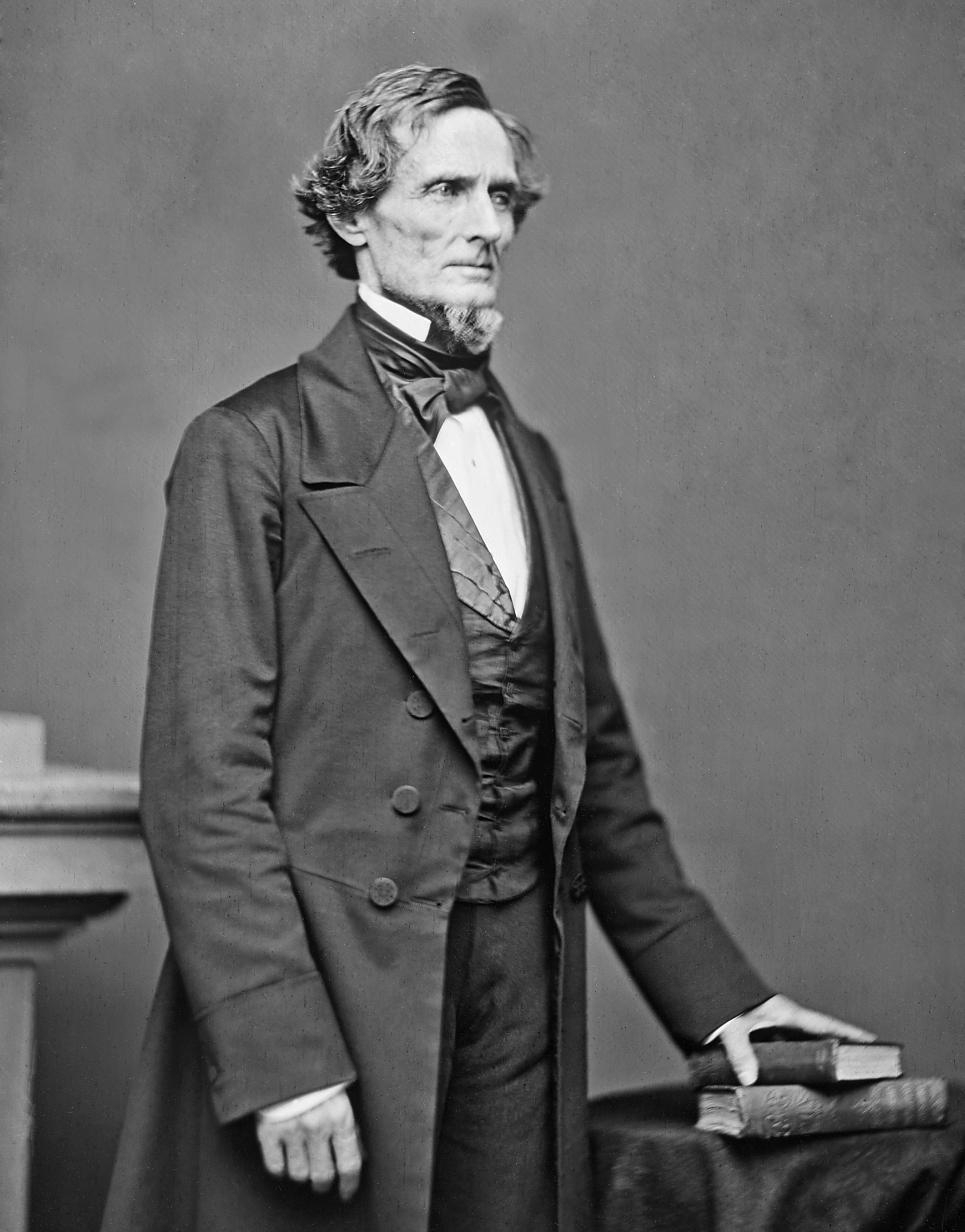
Jefferson Davis, président des États confédérés d'Amérique.

Lincoln décide, finalement, de secourir un autre fort, le fort Pickens, qui est dans une situation semblable en Floride. Sans prendre de décision définitive concernant fort Sumter, il demande aussi la préparation d'une expédition visant à le secourir et ce malgré l'opposition de la majorité de ses conseillers,,.
Hostile à l'intervention, le secrétaire d'État William Seward, affaiblit l'expédition en préparation en la privant du plus puissant navire de la flotte. Afin d'éviter la guerre, il adresse aussi au président Lincoln une lettre proposant de fonder la sauvegarde de l'Union sur un conflit, mené par le Nord et le Sud réunis, contre l'Espagne et la France qui viennent d'intervenir à Saint-Domingue et au Mexique,, et ce en dépit de la doctrine Monroe. Cette proposition permet à Lincoln de prendre le dessus sur son adversaire politique.

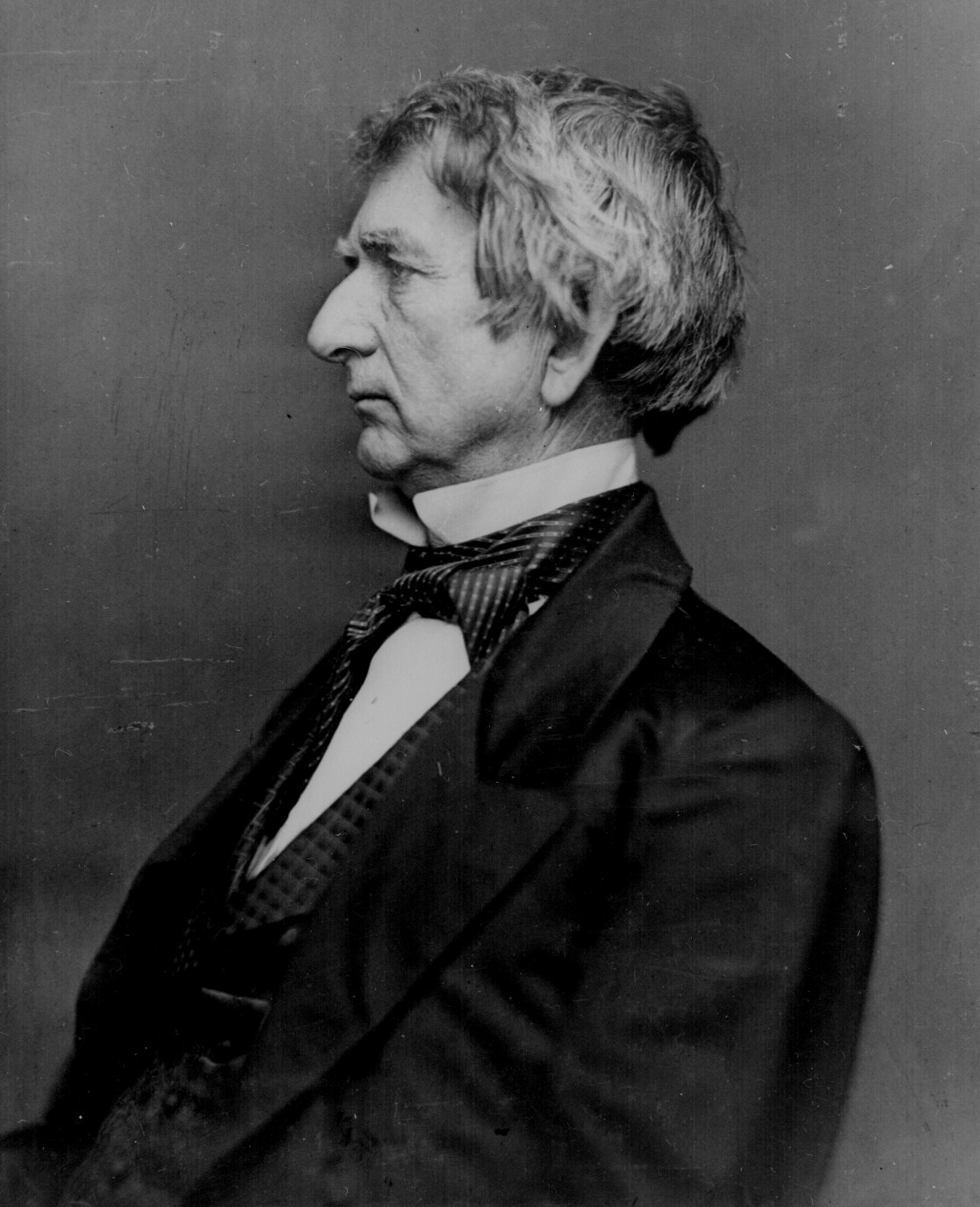
Le secrétaire d'État américain William Henry Seward, candidat malheureux à l'investiture républicaine en 1860.

Le 4 avril, Lincoln donne finalement son approbation pour l'expédition menée par Gustavus Fox afin de secourir le fort Sumter. Le plan prévoit que l'expédition ne doit pas entrer de force dans la baie de Charleston, mais simplement tenter de réapprovisionner Anderson et ses hommes. Si les Confédérés ouvrent le feu, alors la marine fédérale et le corps expéditionnaire pourront intervenir. Dans l'esprit de Lincoln, si les Sudistes refusent qu'on secoure des hommes risquant de mourir de faim, on peut alors les faire passer pour les agresseurs. Le 6 avril, Lincoln avertit le gouverneur de Caroline du Sud de l'expédition.
Les mobiles de Lincoln pour prendre cette décision ne sont pas connus, mais plusieurs thèses ont été avancées. Selon une première thèse, Lincoln pense que seule la guerre peut sauver son administration et veut pousser le Sud à porter le premier coup. La seconde thèse avance que Lincoln ne veut pas voir son gouvernement discrédité et le Sud implicitement reconnu aux yeux des autres puissances. Il laisse finalement le choix aux Sudistes entre la paix et la guerre et n'en serait donc pas responsable. La dernière thèse affirme que Lincoln souhaite préserver la paix, mais voit arriver la guerre et souhaite donc assurer le Nord de la meilleure position au début du conflit qui se prépare,,,.
De son côté, le président de la Confédération rencontre des problèmes politiques similaires à ceux d'Abraham Lincoln. Pressé d'intervenir avec vigueur par certains États du Sud, il sait que passer pour l'agresseur risque de précipiter les États encore indécis dans le camp de l'Union, ce qui rendrait une guerre éventuelle totalement déséquilibrée. D'un autre côté, plus le temps passe, plus les États indécis risquent de se ranger du côté de la paix et de l'Union. Le sang servirait à faire taire dans ces États les « soumis » et les « temporisateurs ». Le Charleston Mercury déclare par exemple que « les États limitrophes du Sud ne se rallieront jamais à notre cause tant que nous n'aurons pas prouvé qu'une garnison de soixante-dix hommes ne saurait tenir le portail de notre commerce. »

## La guerre commence

### La bataille

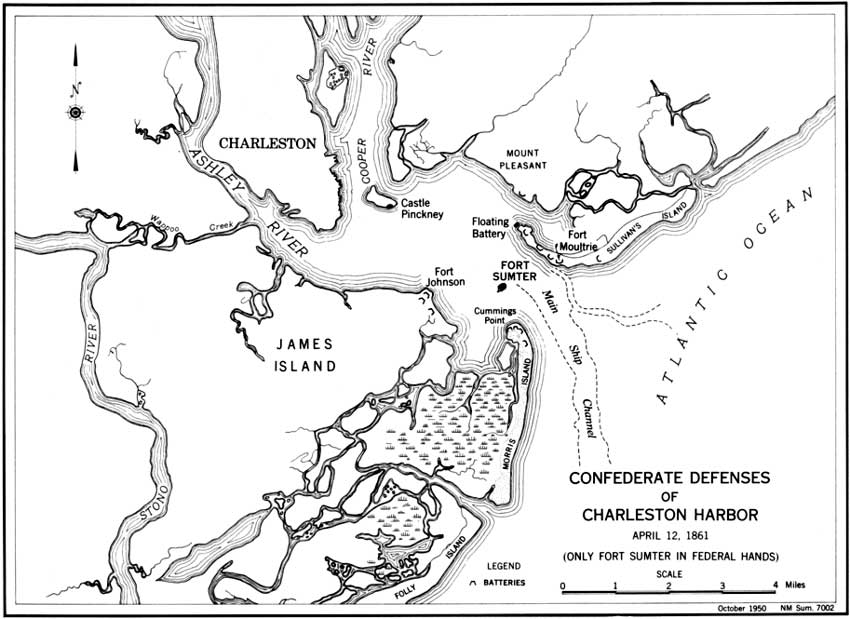
Carte du port de Charleston au moment de la bataille.

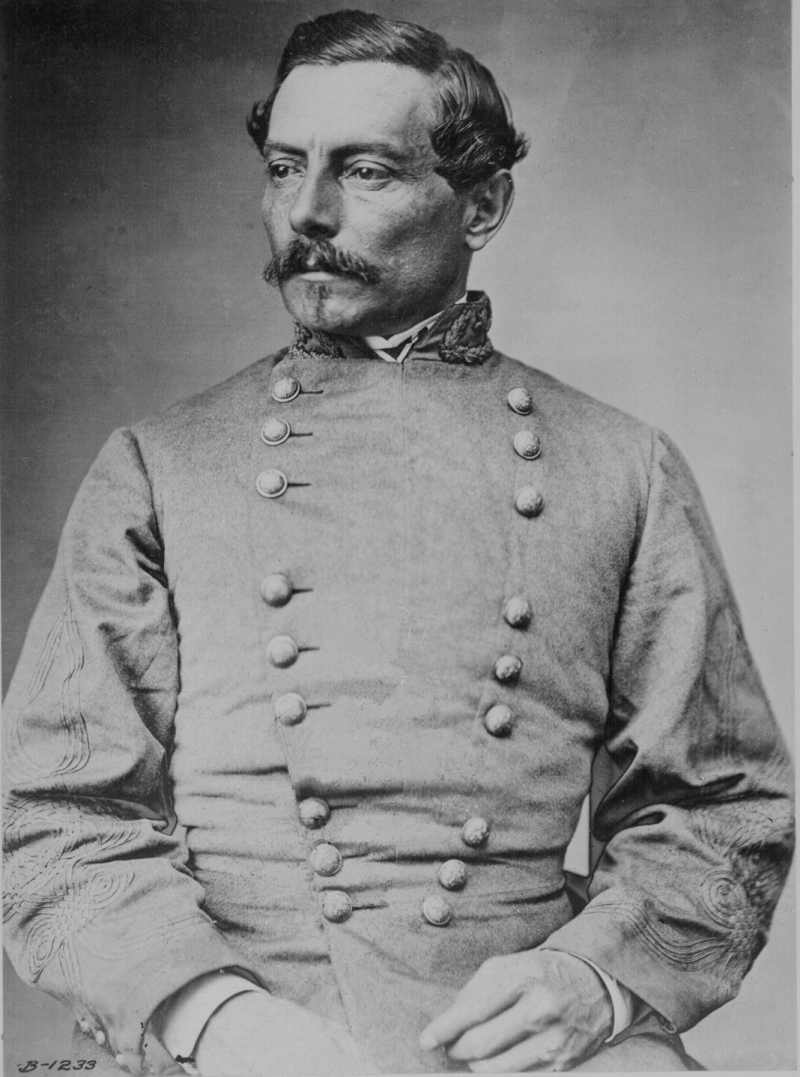
Le général Pierre Beauregard.

Le 9 avril, Jefferson Davis et son cabinet donnent l'ordre au brigadier général Pierre Beauregard de tenter de prendre le fort Sumter avant l'arrivée de la flotte fédérale. Parmi son cabinet, seul le Secrétaire d'État Robert Toombs s'oppose à cette décision, , et déclare :

« Monsieur le Président, à l'heure actuelle il s'agit d'un suicide, d'un meurtre et nous perdrons tous nos amis dans le Nord. Par caprice, vous allez frapper un nid de frelons s'étendant de l'océan à la montagne et leurs légions, actuellement calmes, vont nous envahir lentement et tous nous tuer de leur piqûre. Ce n'est pas nécessaire, cela nous met dans notre tort ; c'est fatal. »

Depuis trois mois, les milices de l'État de Caroline du Sud, stationnés autour du fort Sumter se préparent à une éventuelle défense de la baie de Charleston contre un assaut de la flotte fédérale ou pour une attaque contre le fort Sumter qu'ils estimaient appartenir à leur État, ils sont donc prêts à l'attaque. Le 11 avril 1861, le général Beauregard envoie ses aides de camp (col. James Chesnut, col. James A. Chisholm, et le cap. Stephen D. Lee) au Fort Sumter porter l'ultimatum. Le major Robert Anderson refuse mais fait ce commentaire «j'attendrai le premier coup de feu, et si vous ne nous mettez pas en pièces, nous serons affamés dans quelques jours». Les aides de camp retournent à Charleston et rapportent ce commentaire à Beauregard. Le lendemain, Beauregard envoie de nouveau ses aides de camp à une heure du matin avec ce nouveau message «Si vous indiquez l'heure à laquelle vous évacuerez Fort Sumter, et convenez entre-temps que vous n'utiliserez pas vos armes contre nous à moins que les nôtres ne soient employés contre Fort Sumter, nous nous abstiendrons d'ouvrir le feu sur vous». Le major Anderson lui répond alors qu'il évacuera à midi le 15 avril sauf s'il reçoit de nouveaux ordres ou des vivres,.
Considérant cette réponse comme une fin de non recevoir, le 12 avril 1861, à 3 h 20 du matin, le colonel Chesnut avertit Anderson qu'ils ouvriront le feu une heure plus tard. Anderson refuse donc la demande de capitulation de Beauregard,,,. À 4 h 30, le lieutenant Henry S. Farley, agissant sous le commandement du capitaine George S. James (ou James lui-même selon certaines sources),, tire un coup de mortier de 10-pouces depuis le fort Johnson et explosant au-dessus du fort Sumter donne le signal de début des hostilités et le bombardement par 43 canons et obusiers, situés au fort Johnson, au fort Moultrie et à Cummings Point. Anderson ne réplique pas avant 7 heures du matin, heure à laquelle le capitaine Abner Doubleday vise la batterie rebelle de Cummings Point.

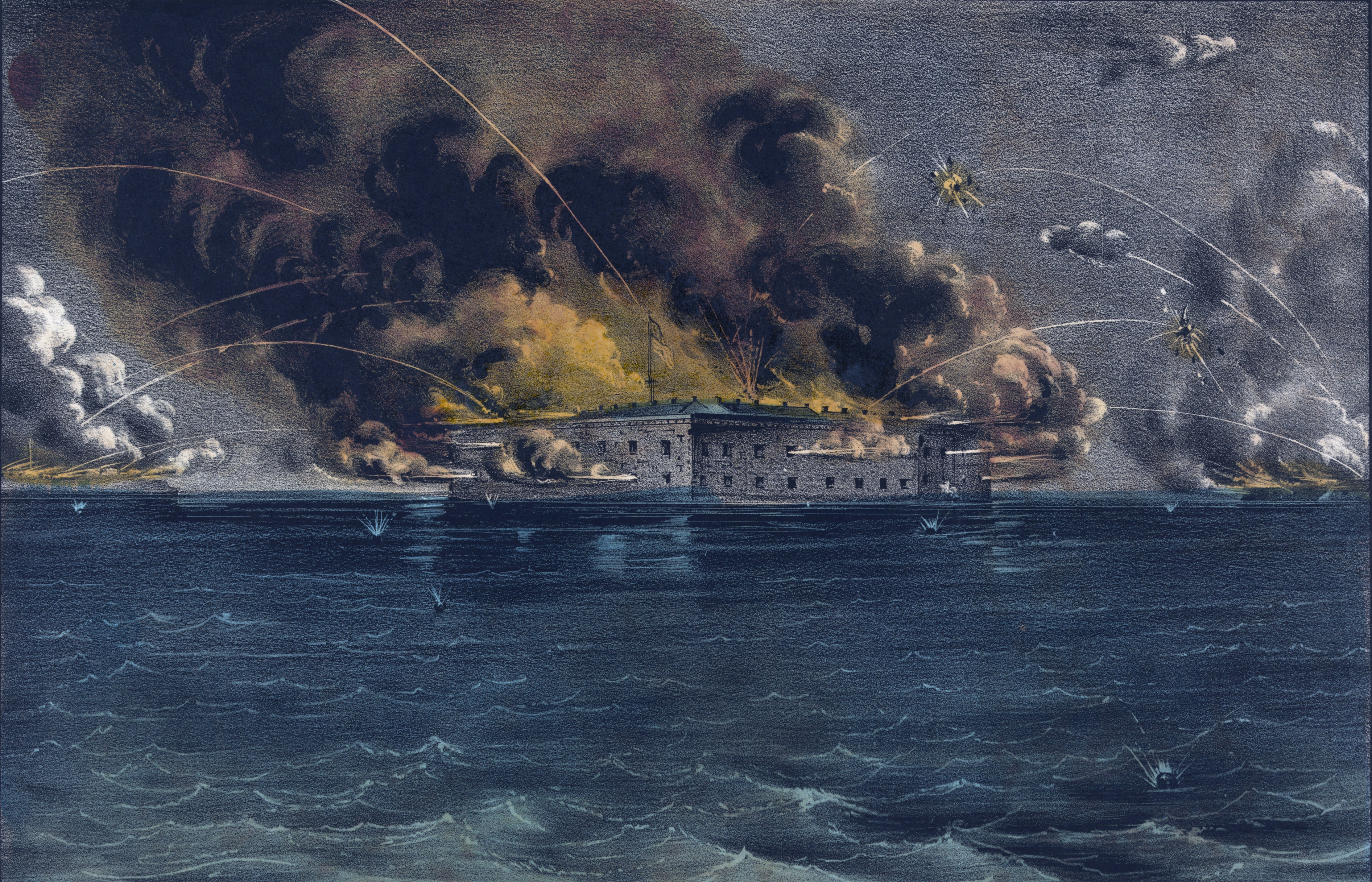
Le fort Sumter est bombardé.

Le bombardement commence donc le 12 avril au matin, alors que la flotte de secours subit une tempête la mettant hors d'état d'intervenir. Des ordres confus de William Seward et de Lincoln avaient détourné le principal vaisseau de l'expédition, l'USS Powhatan vers le fort Pickens,,. En sous-effectifs, la garnison et les canons du fort répondent sans grande efficacité. Éloignant ses soldats des endroits du fort les plus exposés au bombardement confédéré, Anderson ne peut aussi utiliser ses meilleurs canons. Le fort a été conçu pour repousser les attaques navales, les canons principaux sont donc situés aux endroits élevés où la marine a des difficultés à tirer, mais où tombent par contre les obus de la milice de Caroline du Sud,.

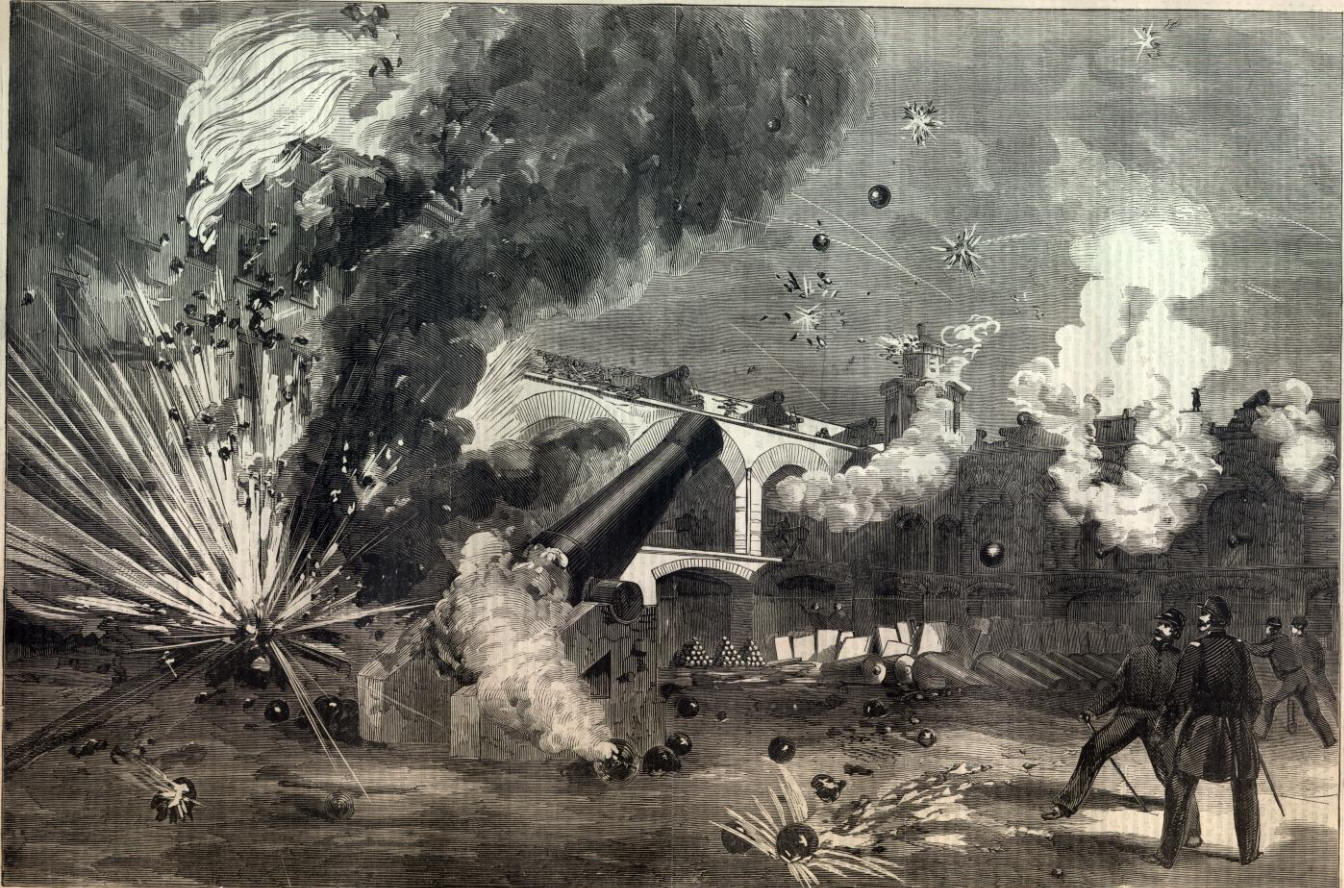
Les boulets s'abattent sur le fort.

Le mât du drapeau des États-Unis est touché le 13 avril et le drapeau tombe. Les troupes confédérées doivent vérifier si les défenseurs ne se sont pas résignés à la capitulation. Cela fait 34 heures que le fort subit les bombardements. Le 14 avril, le drapeau de la Confédération flotte sur le fort Sumter.
Durant la bataille, les Confédérés tirent environ 4 000 coups de mitraille et d'obus, tandis que les fédéraux en tirent un millier. Pourtant, la seule victime de la bataille est un cheval sudiste, à laquelle s'ajoutent cinq blessés nordistes et quatre sudistes. Après la bataille, une salve de cent coups de canons, faisant partie des conditions de capitulation imposées par le major Anderson, occasionne un accident et tue un soldat confédéré et en blesse plusieurs autres. C'est la seule victime de l'événement. Les troupes fédérales sont ramenées en territoire nordiste, permettant à Anderson, mais surtout à Abner Doubleday de faire carrière dans l'armée,,.

### Ses conséquences au Nord

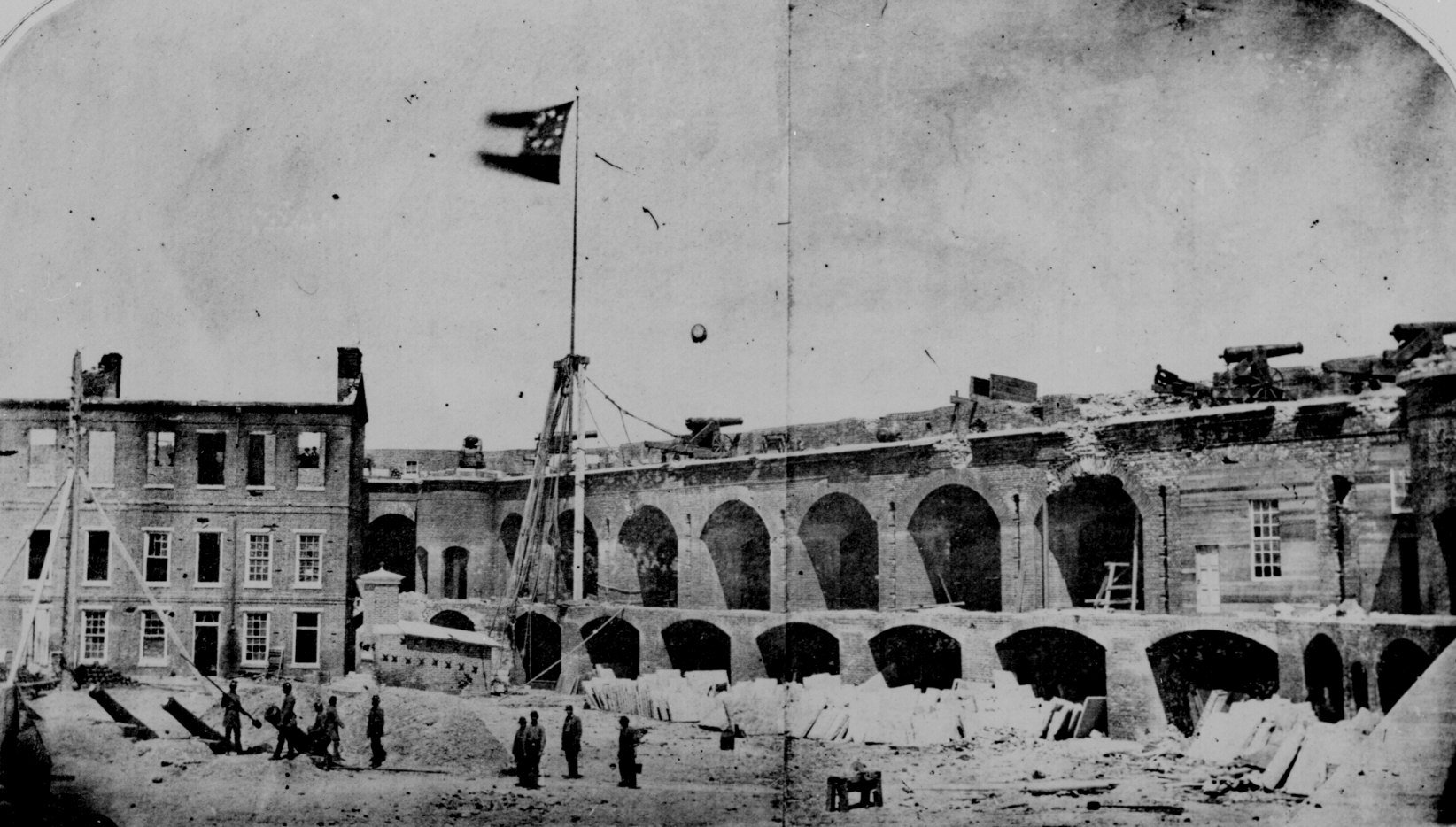
Le fort Sumter après l'assaut.

Le 15 avril 1861, Lincoln décide d'appeler sous les drapeaux 75 000 miliciens, afin de reprendre le fort aux rebelles et préserver l'Union. La plupart des villes et villages du Nord se montrent favorables à cette intervention afin de prendre une revanche sur les sécessionnistes. Même dans les villes du Nord pro-sudistes dominées par le parti démocrate, la population se montre favorable à la sauvegarde de l'Union. Ainsi, à New York, ville qui se révoltera contre l'autorité fédérale en 1863, un meeting unioniste réunit plus de 250 000 personnes.
Les démocrates du Nord relaient pour une fois le message des républicains. L'un de leurs principaux représentants, Stephen A. Douglas,, qui avait battu dans l'Illinois Abraham Lincoln en 1858, déclara aux citoyens de Chicago :

« La question n'a que deux faces. Chacun ne peut être que pour les États-Unis ou contre eux. Dans cette guerre, il ne peut y avoir de neutres, rien que des patriotes — ou des traîtres. »

Pour les journaux nordistes, le Sud a violé la constitution en s'opposant par la force au gouvernement légal de Washington. Les citoyens du Nord se mobilisent massivement pour préserver le gouvernement, l'unité du pays, la constitution et l'héritage de la guerre d'indépendance contre l'Angleterre. Le problème de l'esclavage devient une préoccupation secondaire, passant derrière la question de la sécession et de la sauvegarde de l'Union.
L'attaque contre fort Sumter devient un catalyseur de l'union politique des États de l'Union. Dans certains États du Nord, la levée de troupes est largement supérieure à celle demandée par le gouvernement fédéral. L'Indiana propose douze régiments contre les six demandés par Washington. Après avoir reçu une demande de treize régiments, le gouverneur de l'Ohio télégraphie au gouvernement : « À moins de réprimer sérieusement l'ardeur de nos citoyens, je ne saurais vraiment en mobiliser moins de vingt ».  Les premiers mois de cette guerre verront affluer le plus gros contingent de volontaires, ainsi d'avril 1861 à mars 1862, la Pennsylvanie voit s'enrôler volontairement plus du tiers de ses effectifs de toute la guerre.

### Ses conséquences au Sud

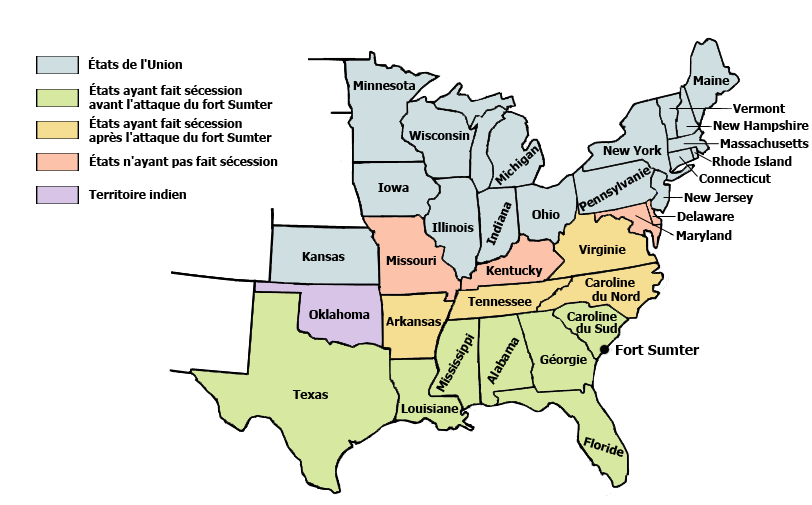
Après l'attaque du fort Sumter, quatre nouveaux États rejoignent la Confédération.

Le Sud ne veut pas passer pour l'agresseur. Après la bataille, Jefferson Davis déclare :

« Nous sentons que notre cause est juste et sacrée ; nous protestons solennellement devant l'humanité que nous désirons la paix, quel qu'en soit le prix s'il sauvegarde notre honneur et notre indépendance, que nous ne désirons chercher nulle conquête, nul agrandissement, nulle concession d'aucune sorte de la part des États avec lesquels nous étions hier encore unis ; tout ce que nous demandons, c'est qu'on nous laisse tranquilles. »

— Jefferson Davis, Message au congrès des États confédérés, 29 avril 1861.
Or dès que Lincoln arrive au pouvoir en février, onze états du Sud ont déjà fait sécession (Arkansas, Texas, Louisiane, Mississippi, Alabama, Géorgie, Floride, Caroline du Sud, Caroline du Nord, Tennessee et Virginie) pour constituer les États confédérés d'Amérique et ont élu le sénateur du Mississippi, Jefferson Davis, président des États confédérés qui appelle à la formation d'une armée le 9 mars 1861,,,
Finalement, le Sud pense prolonger l'héritage de 1776 dans une seconde guerre d'indépendance et résister à un « tyran ». La légitimité du président Lincoln dans le Sud est décriée par la population blanche. En effet pour eux Lincoln a été élu avec les voix des grands électeurs des États du Nord et de la côte Ouest (Californie, Oregon) et ne représente donc nullement les États du Sud. Le détail des élections donne les indications suivantes ; le candidat John Cabell Breckinridge, représentant le parti des Southern Democrats (en)  (scission pro-esclavagiste du Parti démocrate) n'a emporté que 18,1 % des voix, contre Stephen A. Douglas représentant le Parti démocrate (anti-esclavagiste) qui remporte 29,5 % et contre Abraham Lincoln, candidat du Parti républicain qui remporte 39,9 % des voix,,,. Les Sudistes se disent trahis par le Parti démocrate.
Après la Virginie, trois autres États limitrophes, l'Arkansas, le Tennessee et la Caroline du Nord, se joignent à la confédération à la suite de la bataille de fort Sumter,.

## Retour du drapeau

Le drapeau du fort Sumter.

Le 14 avril 1861, le major Anderson avait pris soin de ramener le drapeau du fort Sumter à Washington. Quelques jours après la reddition de Robert E. Lee à Appomattox, le 9 avril 1865, et la fin effective de la guerre de Sécession, Robert Anderson retourne au fort Sumter en Caroline du Sud et fait de nouveau flotter l'ancien drapeau sur la place forte le 14 avril 1865. Le soir même, Lincoln est assassiné à Washington.

### Articles
- (en-US) David Rankin Barbee & Milledge L. Bonham, Jr., « Fort Sumter Again », The Mississippi Valley Historical Review, Vol. 28, No. 1,‎ 1941, p. 63-64 (2 pages) (lire en ligne).
- (en-US) Ludwell H. Johnson, « Fort Sumter and Confederate Diplomacy », The Journal of Southern History, Vol. 26, No. 4,‎ 1960, p. 441-477 (37 pages) (lire en ligne).
- (en-US) F. L. Parker, « The Battle of Fort Sumter as Seen from Morris Island », The South Carolina Historical Magazine, Vol. 62, No. 2,‎ 1961, p. 65-71 (7 pages) (lire en ligne).
- (en-US) Brian Holden Reid, « The Crisis at Fort Sumter in 1861 Reconsidered », History, Vol. 77, No. 249,‎ 1992, p. 3-32 (30 pages) (lire en ligne).
- (en-US) Kevin Allen, « The Second Battle of Fort Sumter: The Debate over the Politics of Race and Historical Memory at the Opening of America's Civil War Centennial, 1961 », The Public Historian, Vol. 33, No. 2,‎ 2011, p. 94-109 (16 pages) (lire en ligne).
- (en-US) Patrick Feng, « Fort Sumter, South Carolina », On Point, Vol. 22, No. 2,‎ 2016, p. 46-49 (4 pages) (lire en ligne).
- (en-US) Joanna Merwood-Salisbury, « Patriotism and protest. Union Square as public space, 1832-1932 », The Journal of the Society of Architectural Historians, vol. 68, no 4,‎ décembre 2009, p. 540-559 (DOI 10.1525/jsah.2009.68.4.540).

### Essais
- (en) Albert A. Nofi, The Opening guns : Fort Sumter to Bull Run, 1861, Combined Books, 1988, 184 p. (ISBN 9780671101114, lire en ligne).
- (en) James McPherson, Battle chronicles of the Civil war, Macmillan Publishing Company, 1989, 248 p. (ISBN 9780029206614, lire en ligne).
- (en) Eward L. Purcell & Sarah Purcell, Encyclopedia of battles in North America, 1517 to 1916, Facts on File, 2000, 404 p. (ISBN 9780816033508, lire en ligne).
- (en) Heather Lehr Wagner, The outbreak of the Civil War : a nation tears apart, Chelsea House, 2009, 120 p. (ISBN 9781604130539, lire en ligne).
- (en) Nancy A. Colbert, The firing on Fort Sumter : a splintered nation goes to war, Morgan Reynolds Inc, 2011, 120 p. (ISBN 9781883846510, lire en ligne).
- (en) Kevin Dougherty, Battles of the Civil War 1861-1865 : From Fort Sumter to Petersburg, Metro Books, 2011, 232 p. (ISBN 9780760793336, lire en ligne).
- (en) Charlie Samuels, The attack on Fort Sumter, Gareth Stevens Publishing, 2014, 54 p. (ISBN 9781482404012, lire en ligne),

 : document utilisé comme source pour la rédaction de cet article.
- [Burgan 2006] (en) Michael Burgan, Fort Sumter, Minneapolis, Minn., Compass Point Books, coll. « We the people », 2006, 48 p. (ISBN 0-7565-1629-3 et 978-0-7565-1629-1, OCLC 61748161).
- [Detzer 2001] (en) David Detzer, Allegiance : Fort Sumter, Charleston, and the Beginning of the Civil War, New York, Harcourt, 2001, 1re éd., 367 p. (ISBN 0-15-100641-5 et 978-0-15-100641-0, OCLC 45201972).
- [Evans 1899] (en) Clement A. Evans, Confederate military history : a library of Confederate States history, vol. 5 : South Carolina, Atlanta, Ga, Confederate Pub. Co., 1899 (OCLC 793458559, lire en ligne), chap. I (« The War Begins! Fort Sumter ») Décrit plus particulièrement la bataille et les forces en présence. En 1899, l'ancien général Clement Evans publie une série de livres, issus du travail de nombreux auteurs et dont l'ensemble est connu sous le titre Histoire militaire de la Confédération.
- [McPherson 1991] James M. McPherson (trad. de l'anglais par Béatrice Vierne, préf. Philippe Raynaud), La Guerre de Sécession (1861-1865) [« Battle Cry of Freedom : The Era of the Civil War »], Paris, Robert Laffont, coll. « L'Histoire des États-Unis ; Bouquins », 1991, 1004 p. (ISBN 2-221-06742-8 et 978-2-221-06742-0, OCLC 24080551, BNF 35418672)  Décrit les enjeux et les tensions politiques avant et après la bataille. Gagnant du Prix Pulitzer 1989.
- [Swanberg 1957] (en) William Swanberg, First Blood : The Story of Fort Sumter, New York, Dorset Press, 1957, 373 p. (ISBN 0-88029-461-2 et 978-0-8802-9461-4, OCLC 748295474)
- [Ward, Burns et Burns 1990] (en) Geoffrey C. Ward, Ric Burns, Ken Burns et al., The Civil War : an illustrated history, New York, Knopf, 1990 (réimpr. 1994), 425 p. (ISBN 0-394-56285-2 et 978-0-394-56285-8, OCLC 807132509)  Sur la bataille et les enjeux politiques et réactions au Nord comme au Sud. Ce livre contient aussi un nombre très important d'illustrations.
- (en-US) « Sumter, Fort », dans Benson John Lossing et Woodrow Wilson, Harper's Encyclopædia of United States History : from 458 A. D. to 1909, 1905 (OCLC 610339866, présentation en ligne) Décrit le déroulement des événements ainsi que quelques anecdotes.
- (en) E. Milby Burton, The Siege of Charleston 1861–1865, Columbia (Caroline du Sud), SC, University of South Carolina Press, 1970, 422 p. (ISBN 978-0-87249-345-2, lire en ligne )